# Pilgertasche

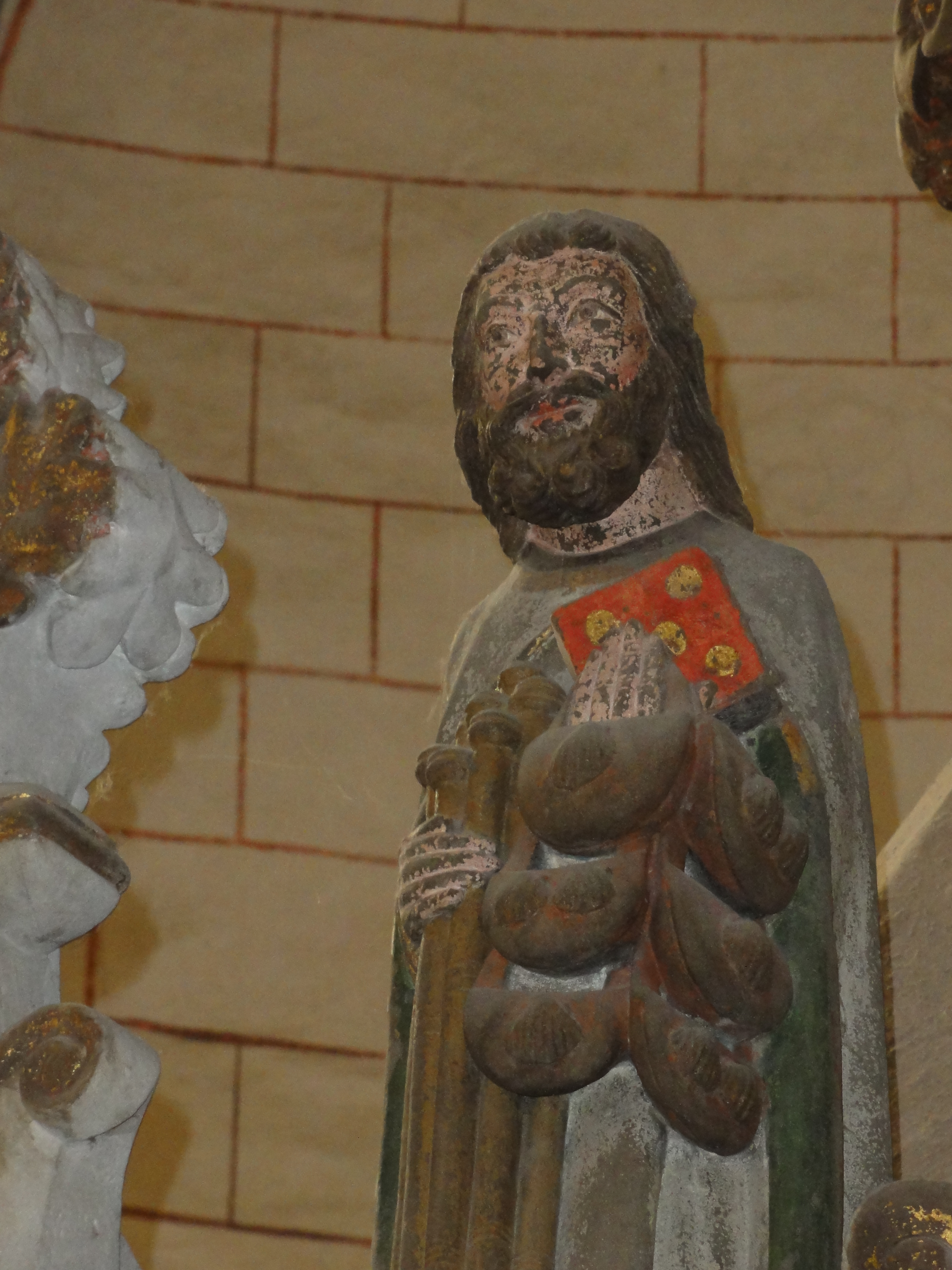
Der Apostel Jakobus überreicht angehenden Pilgern Taschen und Stäbe (Konstanzer Münster)

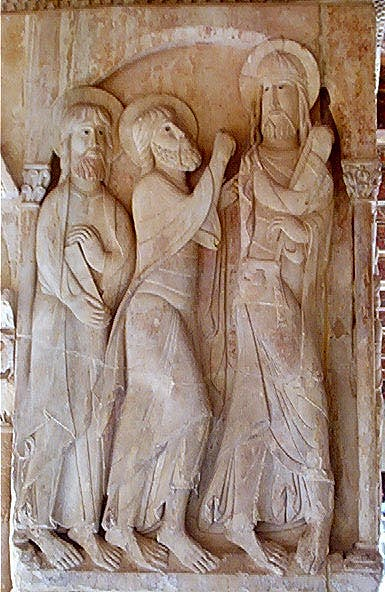
Christus mit Pilgertasche (Kloster Santo Domingo de Silos)

Die Pilgertasche (lateinisch pera) gehörte wie der Pilgerstab seit dem 10. Jahrhundert zu den Attributen eines mittelalterlichen Pilgers. Beide wurden gesegnet (Pilgersegen) und bei Antritt der Reise übergeben. Das zeichnete sie gegenüber den weiteren Teilen der Pilgerausrüstung (Hut und Mantel) aus. Pilgerzeichen wie die Jakobsmuschel konnten an der Tasche befestigt werden. Im Deutschen war früher die Bezeichnung Wallsack für die Pilgertasche geläufig.

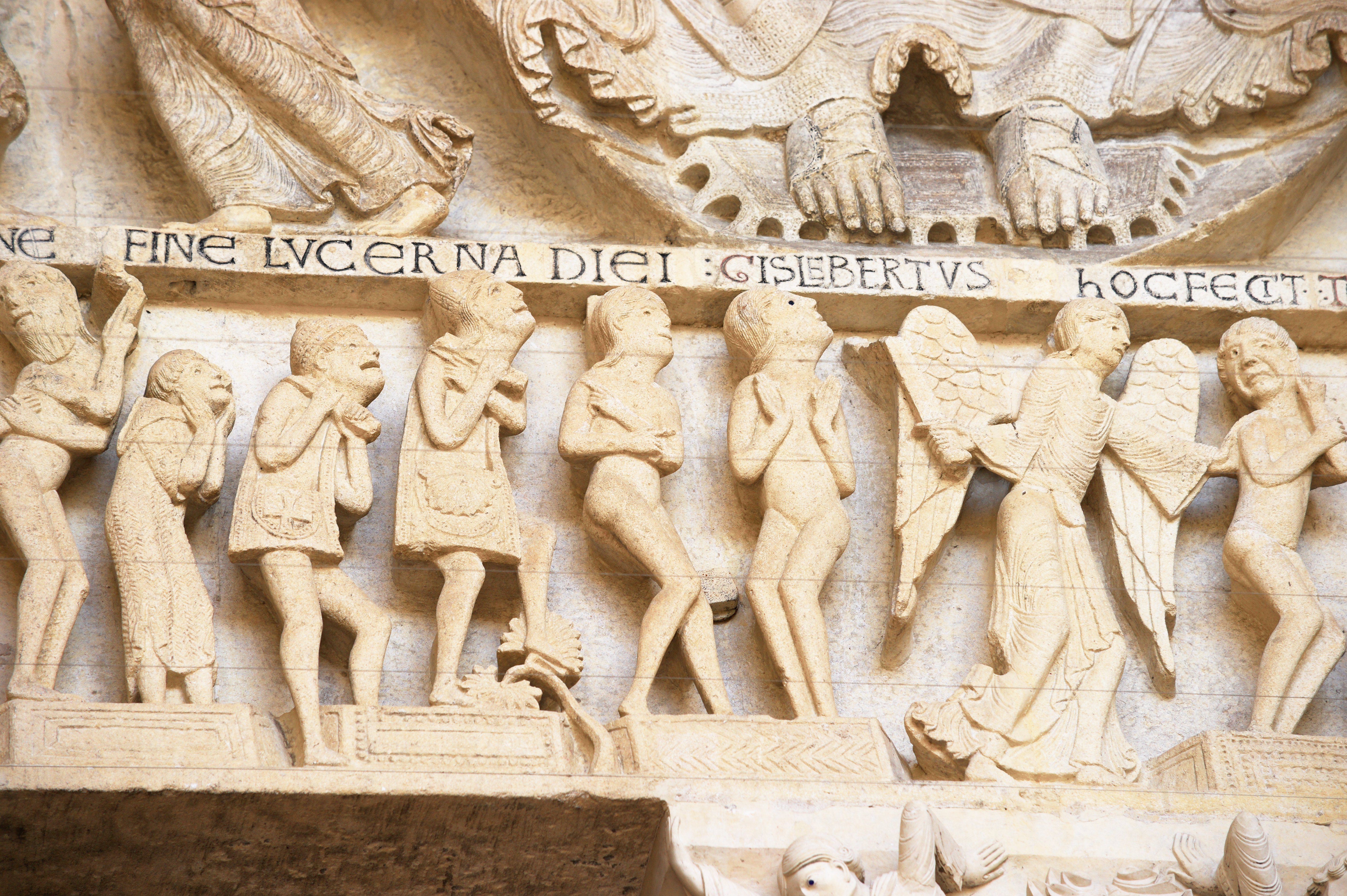
Pilger auf dem Weg zum Endgericht (Kathedrale von Autun, Tympanon)

Die Papst Calixt II. zugeschriebene Predigt Veneranda dies, eine Ansprache mit Pilgersegen, beschrieb die Pilgertasche als einen engen, oben offenen, nicht mit Riemen gerafften Lederbeutel und deutete diese Einzelheiten allegorisch. In der Tasche wurde der Proviant, besonders Brot, transportiert.
Die Tasche konnte aber auch anders aussehen, z. B. war die sporta (peregrinationis) eine leichte, ursprünglich aus Binsen oder ähnlichem Material geflochtene Umhängetasche.
Die Kreuzzüge galten als bewaffnete Pilgerfahrten. Philip II. ordnete an, dass für die Reise ins Heilige Land große Taschen angefertigt werden sollten, um die Reliquien aufzunehmen, die man dort zu finden erwartete. Er selbst empfing diese Tasche, sporta peregrinationis, aus der Hand des Abtes Hugo V. von St. Denis, zusammen mit Pilgerstab und Oriflamme. Ritter und Adlige ließen sich nach dem Vorbild ihres Königs Pilgertaschen anfertigen, die mit ihrem Wappen geschmückt waren.
Die Pilgertasche wurde in der mittelalterlichen Kunst häufig dargestellt, nicht nur bei Jakobspilgern, sondern bei (biblischen) Personen, die damit als Reisende charakterisiert werden, etwa bei der Begegnung des auferstandenen Christus mit den Emmausjüngern (Lk 24,13–34 ). Sie ist oft trapezförmig, mit einer Jakobsmuschel verziert und wird an einem Schulterriemen getragen, manchmal auch wie ein moderner Brustbeutel um den Hals gehängt.
Die Pilger- oder Hirtentasche ist Attribut des Apostels Jakobus des Älteren und des heiligen Wendelin.

## Heraldik
In der Heraldik ist die Pilgertasche eine selten vorkommende Wappenfigur im Wappen oder Feld. Sie ist wenig als Wappenfigur stilisiert.

Im Wappen von Bausendorf im 1. Feld ein Heiliger mit grüner Pilgertasche